# Marina Petrowa
Marina Petrowa (* 6. Februar 1939, eigentlich Marina Petrovna), auch Marina Petrova, ist eine ehemalige jugoslawische Schauspielerin.

## Leben
Seit Mitte der 1950er Jahre wirkte Petrowa in zahlreichen deutschen Film- und Fernsehproduktionen mit. Zunächst hatte sie nur winzige Rollen, erst seit Die Straße (1958) erhielt sie größere Parts. So war sie 1962 als Bardame neben Klaus Kinski in Der rote Rausch zu sehen. 1962 lernte sie den amerikanischen Schauspieler und Stuntman Roy Jenson kennen, der sich während der Dreharbeiten von Gesprengte Ketten in Deutschland aufhielt. Nach der Hochzeit im Jahr 1964 zog sie sich aus dem Filmgeschäft zurück. Aus der Ehe mit Jenson, die bis zu dessen Tod im Jahre 2007 bestand, ging Sohn Sasha (* 1964) hervor, der ebenfalls als Schauspieler tätig ist. Petrowa lebt heute als Marina Jenson in Los Angeles.

## Filmografie
- 1956: Pulverschnee nach Übersee
- 1956: Holiday am Wörthersee
- 1957: Die Prinzessin von St. Wolfgang
- 1957: Mit Rosen fängt die Liebe an
- 1958: Es war die erste Liebe
- 1958: Gefährdete Mädchen
- 1958: Liebe kann wie Gift sein
- 1958: Die Straße
- 1959: Das Nachtlokal zum Silbermond
- 1959: Auf euren Hochmut werde ich spucken (J'irai cracher sur vos tombes) – Frankreich
- 1959: Der blaue Nachtfalter
- 1960: Der Meisterboxer (Fernsehfilm)
- 1960: Orientalische Nächte
- 1960: Heimweh nach dir, mein grünes Tal (Mein Vaterhaus steht in den Bergen)
- 1961: Musik ist Trumpf
- 1961: Familienpapiere (Fernsehfilm)
- 1962: Der rote Rausch
- 1963: Interpol (Fernsehserie) : Der Trick mit dem Schlüssel
- 1964: Kommissar Freytag – Folge: Vergangenheit gegen bar (Fernsehserie)